# Nasen-Knickzehenlaubfrosch
Der neotropische Nasen-Knickzehenlaubfrosch (Scinax nasicus) gehört zur Familie der Laubfrösche. Nach Faivovich et al. (2005) wird die Art innerhalb der Gattung Scinax zur Scinax ruber-Klade gezählt. Edward Drinker Cope beschrieb die Art 1862 anhand eines im Paraná-Becken von einer US-amerikanischen Expedition unter Thomas Jefferson Page gesammelten Exemplars.

## Beschreibung
Die Männchen erreichen eine Kopf-Rumpf-Länge (KRL) von 27–32 mm, die Weibchen bis 35 mm. De la Riva (1993) gibt jedoch eine mittlere KRL von 35,3 mm für sechs adulte Männchen aus Bolivien an. Der Rücken ist braun, gelblich oder gräulich mit einem oder zwei Interokularflecken und variabler, oft undeutlicher X-ähnlicher Rückenzeichnung. Der Bauch ist weiß. Die Innenseiten der Oberschenkel und die Leistenregion sind gelb und braun. Im Gegensatz zu anderen Vertretern der Gattung sind die Hinterbeine kürzer und die Schnauze spitzer. Bolivianische Individuen besitzen meistens blasse dunkle Flecken auf dem Rücken.
Die Larven sind hochflossig und besitzen einen durchscheinend weißen Körper mit einer feinen Netzaderung.

## Verbreitung
Die Art kommt in Höhen bis zu 1000 m ü. NN in Paraguay, Nord- und Zentralargentinien bis in die Provinzen Córdoba und Buenos Aires, im nordwestlichen Uruguay, in Ostbolivien und in Brasilien vom Südwesten bis zum Bundesstaat Rio Grande do Sul vor.

## Lebensraum und Ökologie
Der Nasen-Knickzehenlaubfrosch bewohnt Wälder, Busch- und Grasland und nutzt Temporärgewässer im Offenland zur Reproduktion. Nach Regenfällen erhöht sich die Aktivität der Männchen, welche meist von Vegetation nahe der Laichgewässer rufen. Aus dem oberseits dunklen Laich, welcher an Wasserpflanzen befestigt wird, schlüpfen die freischwimmenden Kaulquappen, welche Supsensions- und Aufwuchsfresser sind. Außerhalb der Laichzeit findet man den Nasen-Knickzehenlaubfrosch meist auf Bäumen.

## Systematik
Scinax nasicus stellt wohl einen Komplex aus mehreren Arten dar und bedarf einer taxonomischen Überarbeitung.

### Synonyme
- Hyla nasica Cope, 1862
- Hyla nigra Cope, 1887
- Hylella anisitsi Méhely, 1904
- Hyla x-signata nasica Lutz, 1973
- Hyla anisitzi Duellman, 1977
- Ololygon nasica Fouquette & Delahoussaye, 1977
- Ololygon nasicum Laurent & Teran, 1981
- Scinax nasica Duellman & Wiens, 1992

Köhler & Böhme (1996) berichtigten die Endung des Artnamens auf Scinax nasicus.

## Gefährdung
Die IUCN listet den Nasen-Knickzehenlaubfrosch als „nicht gefährdet“ („Least Concern“). Seine weite Verbreitung und die Tatsachen, dass sich die Art relativ gut an anthropogene Veränderungen anpassen kann, ein breites Spektrum von Habitaten annimmt, die Gesamtpopulation einen stabilen Trend zeigt und genügend groß geschätzt wird begründen dies. Die Bearbeiter sehen es als unwahrscheinlich an, dass die Bestände der Art schnell genug abnehmen können, um eine höhere Gefährdungsstufe zu rechtfertigen. Wie bereits erwähnt, bedarf es jedoch einer taxonomischen Überarbeitung dieses Artkomplexes, was die Sachlage verändern könnte. Zudem kommt der Nasen-Knickzehenlaubfrosch in seinem Areal in mehreren Schutzgebieten vor.